# O Gud, som hörer allas röst
O Gud, som hörer allas röst är en gammal psalm i tre verser av Johann Utenthovius som kom i tryck första gången 1608. Jesper Swedberg översatte texten 1694. Psalmen har inte bearbetats sen dess, utöver stavningsreformen 1906.
Psalmens inledningsord 1695 är:
O Gudh som hörer allas röst
Gif oss tins Andes gåfwa
Enligt 1697 års koralbok används melodin även till psalmerna Min siäl skal uthaf hiertans grund (nr 108), O Gud, det är en hjärtans tröst (nr 231), Gud säger, att den salig är (nr 276) och Som dig, Gud, täckes, gör med mig (nr 264).
|  |
|  |

## Publicerad som
- Nr 233 i 1695 års psalmbok under rubriken "Böne-Psalmer för Predikan".
- Nr 329 i 1819 års psalmbok under rubriken "Med avseende på särskilda personer, tider och omständigheter: Lärare och åhörare: Före predikan".
- Nr 213 i 1937 års psalmbok under rubriken "Helg och gudstjänst".